# Порумбеску, Чиприан

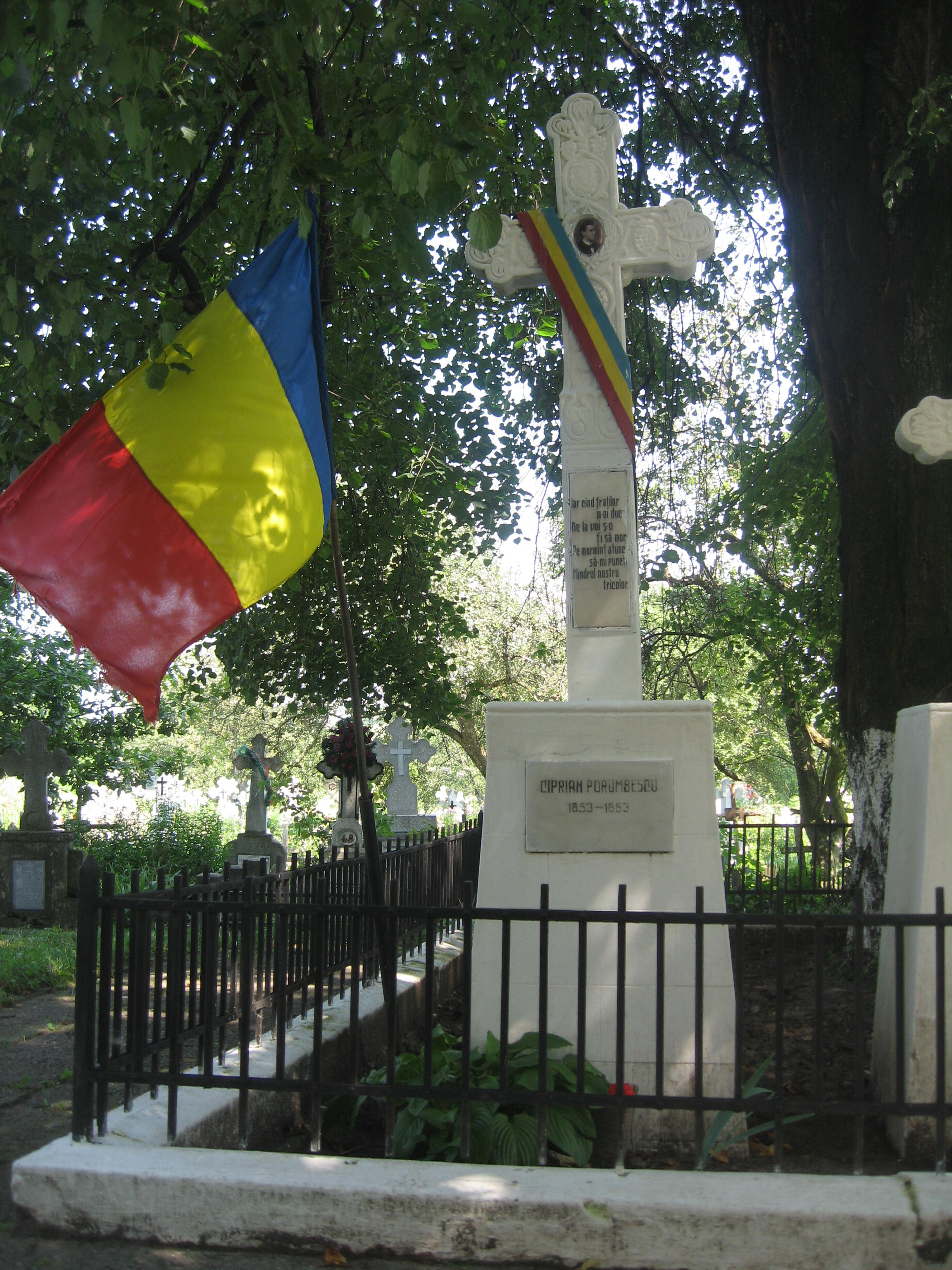
Могила Чиприана Порумбеску

Чиприан Порумбеску (рум. Ciprian Porumbescu, настоящая фамилия Голембиовский, пол. Cyprian Gołęmbiowski; 14 октября 1853, Шепот, Герцогство Буковина, Австрийская империя — 6 июня 1883, Ciprian Porumbescu, Герцогство Буковина, Австро-Венгрия) — румынский композитор.

## Биография
Сын священника Румынской Православной Церкви Ираклия Голембиовского (1823—1896); вместе с отцом в 1881 году поменял фамилию, «переведя» её с польского языка на румынский (пол. gołąb = рум. porumbel, голубь).
Порумбеску начал заниматься музыкой под руководством Кароля Микули, гостившего в летние месяцы у его отца. Затем занимался в городке Илишешть у местного скрипача Симона Майера. В 1863—1873 гг. учился в школе в Сучаве, где брал уроки музыки у композитора Штефана Носевича и у местного органиста Антона Валентина. Во второй половине 1860-х гг. сильное влияние на юношу оказал народный скрипач и лэутар Григоре Виндирэу (1830—1888). В 1873 г. поступил в богословское училище в Черновцах, в 1875 г. выступил одним из учредителей патриотического общества «Арбороаса» (старинное румынское название Буковины), сочинил его гимн. Руководил студенческими и рабочими хоровыми кружками. Некоторое время изучал гармонию и хоровое дирижирование у Сидора Воробкевича. В 1879—1881 гг. учился в Венской консерватории (считается, что у Антона Брукнера и Франца Кренна, хотя экзаменов им не сдавал), частным образом занимался также у Эвзебия Мандычевского. Одновременно изучал историю в Венском университете. Во время обучения опубликовал «Сборник социальных песен для румынских студентов» (рум. Colecțiune de cântece sociale pentru studenții români).
Получив консерваторский диплом, в 1881—1882 гг. преподавал в музыкальном училище в Брашове, руководил хором в церкви святого Николая в пригороде Брашова. Там же в 1882 г. состоялось главное событие в прижизненной музыкальной карьере Порумбеску — премьера оперетты «Новолуние» (рум. Crai Nou).
Умер в возрасте 29 лет от туберкулёза в селе Ступка, куда был переведён священником его отец. В настоящее время село носит его имя.

## Творчество

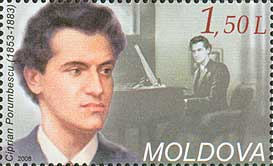
Молдавская марка, 2008 год

Чиприан Порумбеску был самым известным румынским композитором своего времени.
Произведения Порумбеску отличаются развитой мелодикой, ярко выраженным национальным румынским колоритом. Наиболее известны следующие его произведения:
- Сатирическая комедия «Кандидат Линте» (1877);
- Оперетта «Новолуние» (1882);
- Баллада для скрипки и фортепиано (1880);
- Инструментальные и вокальные пьесы;
- Песня Trei culori («Триколор») — гимн Румынии в годы социализма с 1977 по 1989;
- Песня Pe-al nostru steag e scris Unire («На стяге нашем надпись: «Единство») используется по настоящее время в качестве гимна Албании Hymni i Flamurit.

## Память

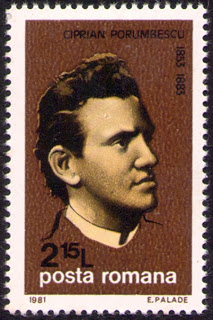
Почтовая марка Румынии с изображением Порумбеску. 1981 г.

- Именем Чиприана Порумбеску названа Бухарестская консерватория.
- Именем Чиприана Порумбеску назван Румынский музыкальный лицей в городе Кишинёве,  Молдова (находится на месте бывшей Средней специальной музыкальной школы имени Е. Коки).
- В 1955, 1981, 2021 и 2023 годах выпущены почтовые марки Румынии с изображением Порумбеску.
- В 2008 году была выпущена почтовая марка Молдовы, посвящённая Порумбеску.